# Templo Shin Budista Terra Pura
O Templo Shin Budista Terra Pura é um templo budista inaugurado em 1973 em Brasília, e tombado em 2014 como Patrimônio Histórico da capital.

## História
Brasília era apenas um canteiro de obras quando, em junho de 1958, representantes da comunidade nipônica no Brasil entregaram ao então presidente Juscelino Kubitscheck o pedido de uma área no Plano Piloto para construir um templo budista na nova capital. A cessão do terreno, na quadra 315/116 Sul, só foi oficializada pela Novacap cinco anos depois, em 1963. No ano seguinte, em junho de 1964, a autoridade máxima da linha Budista Terra Pura viajaria a Brasília para lançar a pedra fundamental do templo. A obra, no entanto, sofreu uma série de atrasos e contratempos, mesmo com o apoio do Templo Honpa Hongwanji, do Japão.
O Templo Shin Budista Terra Pura de Brasília foi finalmente inaugurado em 6 de outubro de 1973. Além de uma comitiva vinda do Japão, incluindo a autoridade máxima, Gomonshu Kosho Otani, estima-se que mais de dois mil praticantes do budismo, vindos de várias regiões do Brasil, participaram da abertura das atividades. Um desfile levou uma imagem do Buda da Região Administrativa de Taguatinga até a sede do novo templo, na quadra 315/316 Sul, no Plano Piloto.
O apoio da comunidade nipo-brasileira foi decisivo para tocar as obras e manter o templo budista em funcionamento. Ainda em 1966, seria fundada a Associação das Senhoras Budistas (Fujinkai), que contribuíram com ações como a limpeza do espaço sagrado. Na década seguinte, foi fundada a Associação Budista de Brasília (Gozikai). Mas o fato de a comunidade de descendentes de japoneses em Brasília não ser tão numerosa quanto em outras cidades do país, gerou a necessidade de ampliar as atividades para manter o Templo em funcionamento.

## Atividades do Templo
Por isso, desde a fundação, o Templo Budista de Brasília oferece assistência religiosa à comunidade nipônica, cultos de agradecimento aos antepassados, comemorações das datas budistas e cerimônias de casamento. Além disso, outras tradições vindas do Japão contribuíram para a longevidade e permanência do budismo na capital, ao longo dessas quase cinco décadas.
A principal ação aberta à comunidade, e que atrai milhares de visitantes todos os anos, é o Urabon. Popularmente conhecido como a "Quermesse do Templo Budista"- numa clara tentativa dos brasileiros de aproximação do budismo com as tradições católicas -, a festa ocorre nos finais de semana de agosto. A festividade conta com dança folclórica (bom-odori), apresentação de tambores japoneses (taikô), de artes tradicionais como ikebana e origami, além da comida japonesa (yakisoba, udon, tempura, gyoza, makizushi e sashimi).
Além da "Quermesse do Templo Budista", que integra o calendário oficial de festas e atrações turísticas dessa época do ano em Brasília, hoje o espaço tem uma lista de atividades abertas ao público, como sessões e cursos de meditação, de introdução ao budismo, oficinas de ikebana, aulas de yoga, e cursos de língua japonesa.

## Patrimônio Histórico
Em 22 de dezembro de 2014, o Templo Budista Terra Pura de Brasília foi tombado como Patrimônio Histórico da Capital Federal, publicado no Diário Oficial. De acordo com o Memorial Descritivo que serve de base para o tombamento, o terreno situado no final da Asa Sul tem área total de 7.200 m2 . Segundo o Memorial Descritivo, o projeto arquitetônico foi elaborado no Japão, entre o final da década de 1950 e início dos anos 1960, mas teve que ser adaptado às normas locais pelo arquiteto brasileiro de ascendência japonesa, Jihei Noda.
O conjunto arquitetônico é formado por dois portais, o pórtico da entrada, a casa do sino, e o edifício principal. A referência é o templo Shin Budista Reisenji na província de Fukui, no Japão, construído entre 1336 e 1573. Os dois portais simbolizam purificação para quem os cruza. Em um dos portais, está escrito Serenidade, e no outro, Pureza. Eles são metálicos circulares e pintados na cor terra, como nos templos xintoístas japoneses.
O templo religioso propriamente dito foi construído de tal modo que o telhado pode ser visto de outras quadras comerciais que ficam abaixo dele. O prédio tem dois pavimentos, o térreo e o andar superior. A parte inferior é formadas pelas varandas laterais, administração, sala de reuniões, sala de massagem oriental, salão social, cozinha industrial para aulas de culinária e preparo de pratos japoneses. As varandas laterais do térreo foram anexadas ao corpo principal em uma reforma de 2008. No pavimento superior, estão o Templo, as varandas, a nave ou moya e a residência dos monges budistas. Ao ultrapassar o pórtico de entrada, uma escadaria de 20 degraus dá acesso ao Templo. Na parte interna há três altares. O principal, ao centro, com a imagem em pé do Buda Amida ou Amitaba, que é reverenciado nessa linha do budismo. Os dois altares laterais trazem as representações dos dois patriarcas japoneses e fundadores da escola Shin. Os telhados do Templo Budista Terra Pura de Brasília têm como conceito um estilo raro de arquitetura xintoísta, caracterizado por um telhado reto e pontas na base.
Os sinos, o altar, e a principal imagem do Buda foram doados por budistas japoneses. O sino localiza-se em uma espécie de coreto, casa ou torre, inaugurada em 1990. O projeto é do arquiteto de origem japonesa radicado em Brasília, Jun Ito. Já o projeto paisagístico dos jardins foi concluído com a reforma de 2008. Ele é dividido em três partes: Jardim da Integração Brasil-Japão, Jardim de Meditação e Jardim do Som Interior.